# Hieracium fraudulentum
Hieracium fraudulentum es una especie de planta con flor del género Hieracium, de la familia Asteraceae, orden Asterales.

## Distribución
Hieracium fraudulentum se distribuye por Noruega y Suecia.

## Taxonomía
Fue descrita científicamente por (Dahlst.) Dahlst. ex Johanss.